# Sparkasse Neuwied
Die Sparkasse Neuwied ist eine rheinland-pfälzische Sparkasse mit Sitz in Neuwied. Sie ist eine Anstalt des öffentlichen Rechts und entstand 1991 aus der Fusion der Kreissparkasse Neuwied und der 1848 gegründeten Stadtsparkasse Neuwied. Zum 1. Februar 2004 wurde zudem die Stadtsparkasse Linz am Rhein übernommen.

## Organisationsstruktur
Das Geschäftsgebiet der Sparkasse Neuwied umfasst den Landkreis Neuwied. Träger der Sparkasse ist der Zweckverband Sparkasse Neuwied, dem die Stadt und der Landkreis Neuwied angehören. Rechtsgrundlagen sind das Sparkassengesetz für Rheinland-Pfalz und die Satzung der Sparkasse. Organe der Sparkasse sind der Verwaltungsrat und der Vorstand.
Die Sparkasse Neuwied ist Mitglied des Sparkassenverbandes Rheinland-Pfalz und über diesen auch im Deutschen Sparkassen- und Giroverband.

## Geschäftszahlen
Die Sparkasse Neuwied wies im Geschäftsjahr 2023 eine Bilanzsumme von 2,647 Mrd. Euro aus und verfügte über Kundeneinlagen von 2,145 Mrd. Euro. Gemäß der Sparkassenrangliste 2023 liegt sie nach Bilanzsumme auf Rang 184. Sie unterhält 26 Filialen/Selbstbedienungsstandorte und beschäftigt 408 Mitarbeiter.

## Sparkassen-Finanzgruppe
Die Sparkasse Neuwied ist Teil der Sparkassen-Finanzgruppe und gehört damit auch ihrem Haftungsverbund an. Er sichert den Bestand der Institute und sorgt dafür, dass sie auch im Fall der Insolvenz einzelner Sparkassen alle Verbindlichkeiten erfüllen können. Die Sparkasse vermittelt Bausparverträge der regionalen Landesbausparkasse, offene Investmentfonds der Deka und Versicherungen der Provinzial Rheinland. Im Bereich des Leasing arbeitet die Sparkasse Neuwied mit der  Deutschen Leasing zusammen. Die Funktion der Sparkassenzentralbank nimmt die Landesbank Baden-Württemberg wahr.